# Ghaznavidi

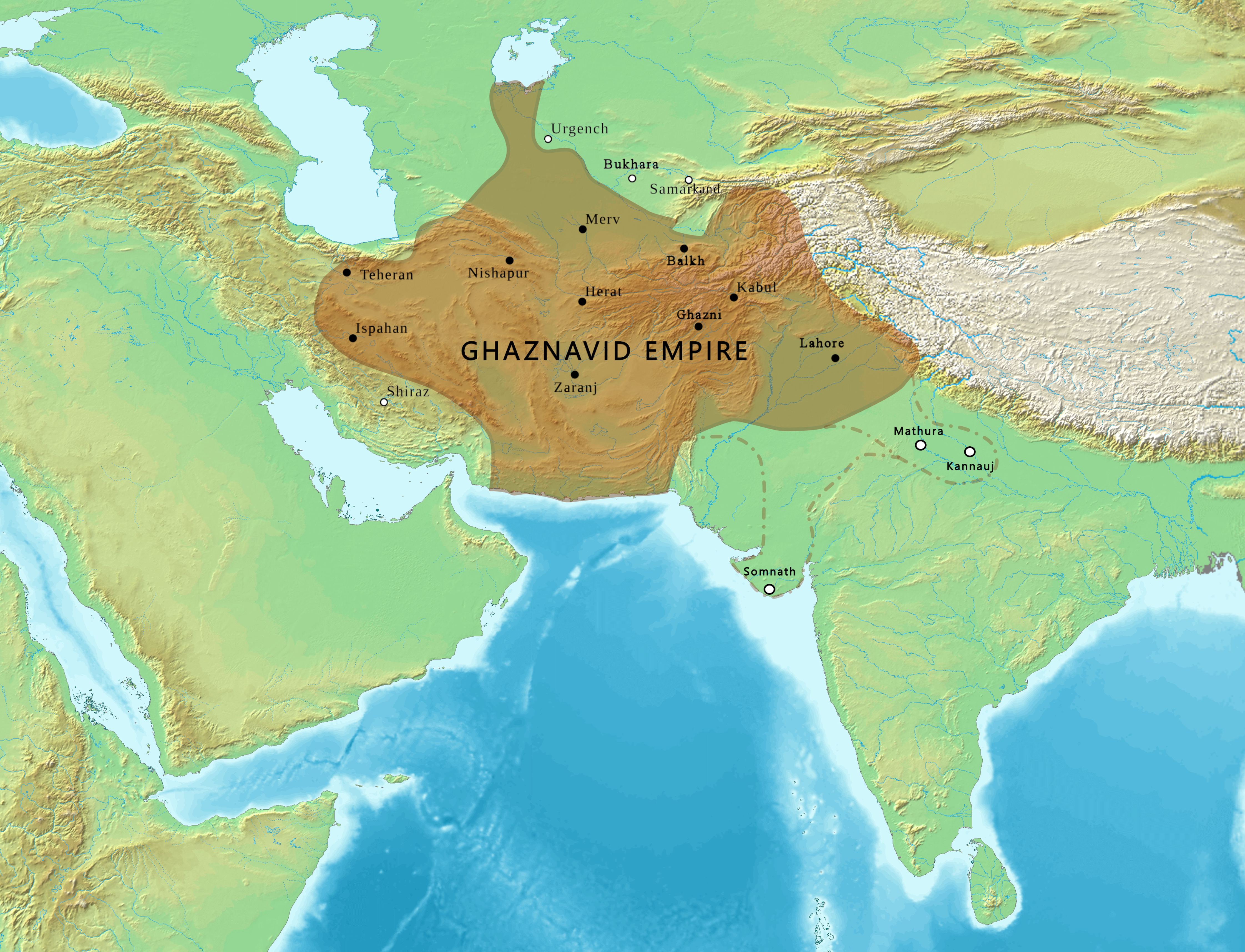
Impero Ghaznavide

I Ghaznavidi furono una dinastia turca che governò il Khorasan, l'Afghanistan, parte dell'Azerbaigian e il Punjab tra X e XII secolo.
Si contendono con i Karakhanidi il titolo di primo Stato turcico di religione islamica.

## Origini
Una delle più influenti famiglie alla corte dei Samanidi era quella del generale della guardia turca Alp Tigin che, diventato governatore della provincia di Ghazna (l'odierna Ghazni in Afghanistan), si ritagliò un ruolo sempre più indipendente a cominciare dal 962, ed è perciò ritenuto l'eponimo della dinastia. Gli succedette nel 977 il suo schiavo e genero Sebuktigin che consolidò il regno e lo ampliò a est, fino all'India.
Ciò non avvenne facilmente. Il sovrano hindu Jayapāla di Waihind, temendo le mire del nuovo signore ghaznavide, si mosse in armi contro di lui per conquistare Ghazna, «ma fu sconfitto per due volte, rassegnandosi a promettere di pagare un tributo. Ciò costituì l'inizio della lotta tra i Ghaznavidi e gli Hindu Shāhī».

## Sabuktigin di Ghazna
Sabuktigin, grazie alla sua abilità militare, rovesciò il governatore Abu Bakr Lawik e prese il potere a Ghazna.
Sabuktigin allargò i suoi possedimenti a seguito dell'appello dell'emiro samanida per intervenire in Khorasan. Dopo una campagna militare vittoriosa, ottenne il governorato di Balkh, Tukharistan, Bamiyan, Ghur e Gharchistan. Sabuktigin intervennne nel 976 per mettere fine al conflitto fra due  ghulam a Bust e ripristinò il sovrano precedente. Nello stesso anno, Sabuktigin attaccò il sovrano di Qusar, imponendogli un tributo annuo.
Sabuktigin, considerandosi pur sempre un suddito alla dinastia dei Samanidi, divise i suoi territori fra Ismail, a cui diede Ghazna, e un altro suo figlio, Abu'l-Muzaffar Nasr, a cui assegnò il governorato di Bust, mentre a suo figlio maggiore, Maḥmūd, diede il comando dell'esercito. Ismail rapidamente prestò omaggio all'emiro Abu'l-Harith Mansur b. Nuh. Suo fratello Maḥmūd, che era stato tagliato fuori dalla divisione delle terre, propose una spartizione equa dell'eredità ad Ismail, ma questi rifiutò. Allora Maḥmūd maciò su Ghazna e sconfisse Isamil alla battaglia di Ghazni nel 998.

## Maḥmūd di Ghazna
Sebuktegin morì nel 997 e l'anno seguente gli succedette il figlio Maḥmūd il quale assunse il titolo di Emiro in segno di formale sottomissione al califfo di Baghdad, ma anche quello di Sultano per marcare la propria indipendenza dai Samanidi. Si accordò con i Qarakhanidi per spartirsi il territorio samanide e stabilire un confine lungo il fiume Oxus.
 Nel 999, mentre i Qarakhanidi prendevano Bukhara, i Ghaznavidi sconfissero i Samanidi e conquistarono il Khorasan.

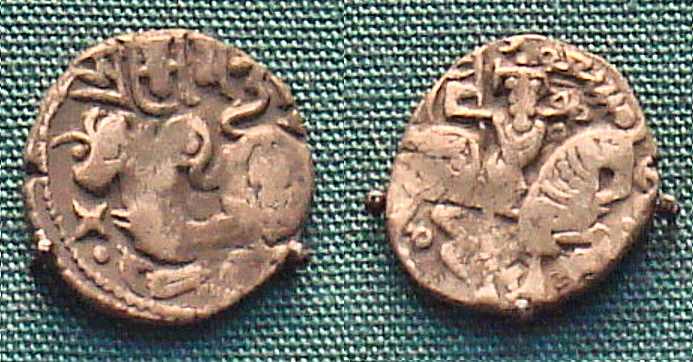
Moneta ghaznavide dell'epoca di Masʿūd, su calco delle monete della dinastia Shāhī.

Maḥmūd era un fervido musulmano e, a partire dal 1001, si propose di condurre una campagna militare ogni anno nell'India settentrionale per diffondervi l'Islam, assumendo quindi in sostanza la veste di Ghazi. Nei primi anni si concentrò soprattutto contro il Punjab, che fu definitivamente annesso nel 1008. Entro il 1026 Maḥmūd condusse un totale di diciassette campagne in India, in cui creò diversi regni vassalli. Con il bottino e i tributi derivanti dalle sue campagne, Maḥmūd rese Ghazna una delle città più ricche e magnifiche dell'Asia centrale. Costruì giardini, moschee, palazzi e caravanserragli, oltre a finanziare generosamente studiosi e letterati, malgrado il suo analfabetismo. Nella sua corte visse, grazie alla generosità del sovrano, Abū Rayḥān Muḥammad al-Bīrūnī e fu sotto il suo patronato che Ferdowsī scrisse il suo capolavoro di epica poetica dello Shāh-Nāmeh.
Nel 1001 sconfisse Jayapāla e, alla sua morte, suo figlio Ānandapāla organizzò un'alleanza hindu tra i signori di Ujjain, Kālinjar, Kannauj, Gwāliyār, Delhi e Ajmēr, che però venne sconfitta da Maḥmūd a Peshāwar nel 1008, cosa che gli permise di annettersi così il regno Hindu Shāhī, nominando un governatore ghaznavide a Lahore (Lāhawr).
La conquista comportò un immenso afflusso di ricchezze, anche grazie al depredamento dei favolosi tesori conservati nei templi hindu, che entrarono quindi a far parte del tesoro ghaznavide, Maḥmūd non esiliò, e neppure uccise, i signori hindu sconfitti, mantenendoli per lo più invece al loro posto in qualità di suoi vassalli, tanto che varie personalità hindu furono accolte ospitalmente alla corte ghaznavide, ottenendovi anche posti di grande rilievo.
Con le sue ultime spedizioni militari, Maḥmūd si spinse nel 1024 a sud fino a Somnāth, dove distrusse il famoso tempio indù dedicato al dio Śiva, e a ovest fino a ai domini buwayhidi, ai quali sottrasse Rey e Hamadan.
Nel 1030 moriva e succedergli fu Masʿūd.

## Masʿūd e il declino

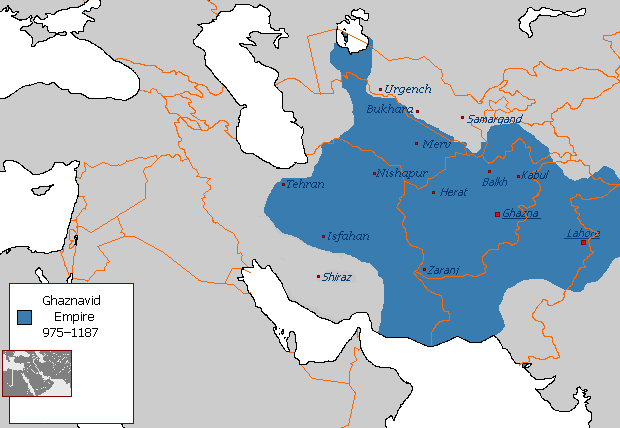
L'Impero ghaznavide all'epoca della sua massima espansione

Masʿūd succedette al padre nel 1031 e si trovò a fronteggiare la minaccia delle tribù turche Oghuz, riunite da Seljuq sotto il suo comando. I Selgiuchidi sconfissero i Ghaznavidi alla battaglia di Dandanqan (1040), costringendoli ad abbandonare il Khorasan e Ghazna e a rifugiarsi a Lahore, nel Punjab (attualmente pakistano). Qui la dinastia continuò a operare fino al 1186, quando i Ghuridi conquistarono Lahore.
Masʿūd fu ucciso nel 1040 dalle sue guardie presso il Passo di Marghīla, tra Ātak e Rawalpindi.
 
A prenderne il posto fu Muʿizz al-Dīn Muḥammad b. Sām.
Dello splendore di Ghazni non rimangono oggi che poche vestigia, tra cui la tomba di Maḥmūd, ma alcuni archeologi italiani, guidati dal prof. Umberto Scerrato, hanno riportato alla luce notevoli testimonianze di quel periodo importante per la storia dell'Iran, dell'Asia centrale e dell'India settentrionale.

## Lista dei Ghaznavidi
- Alp Tigin 962-977
- Subuktigin 977-997
- Ismāʿīl 997-998
- Maḥmūd 998-1030
- Meḥmed (Muḥammad) 1030-1031
- Masʿūd I 1031–1041

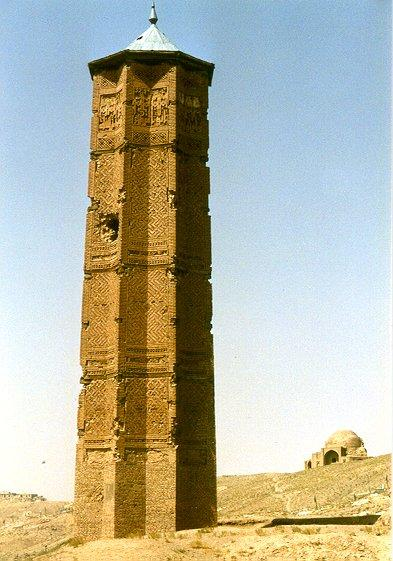
Minareto a Ghazni (uno dei pochi resti dello splendore dei Ghaznavidi)

- Meḥmed (Muḥammad) 1041 (seconda volta)
- Mawdūd 1041-1050
- Masʿūd II 1050
- ʿAlī 1050
- ʿAbd al-Rashīd 1053
- Toğrül (Tughril) 1053
- Farrukhzād 1053-1059
- Ibrāhīm 1059-1099
- Masʿūd III 1099-1115
- Shirzād 1115
- Arslān Shāh 1115-1118
- Bahrām Shāh 1118-1152
- Khusraw Shāh 1152-1160
- Khusraw Malik 1160-1186